# In the Line of Fire
In the Line of Fire (Trong làn đạn) là một phim hành động của Mỹ năm 1993 của đạo diễn Wolfgang Petersen với Clint Eastwood trong vai Đặc vụ Frank Horrigan và John Malkovich vai sát thủ Mitch Leary. Bộ phim kể về kế hoạch ám sát Tổng thống Hoa Kỳ của một cựu nhân viên CIA và cuộc điều tra ngăn cản vụ ám sát. Vai diễn của Eastwood là làm nhiệm vụ điều tra bí mật duy nhất còn lại kể từ các chi tiết trong hộ tống an ninh cho Tổng thống John F. Kennedy tại Dallas, Texas, vào thời điểm ông bị ám sát vào năm 1963. Các diễn viên khác: Rene Russo, Dylan McDermott, Gary Cole, John Mahoney, và Fred Thompson.
Bộ phim được đồng sản xuất bởi Columbia Pictures và Castle Rock Entertainment, với phân phối bởi Columbia và được 3 đề cử Oscar. Ban đầu, Eastwood và Petersen đề nghị Robert De Niro đóng vai Leary, nhưng đã từ chối do xung đột lịch làm phim của phim A Tale Bronx. In the Line of Fire là bộ phim cuối cùng Eastwood đóng vai chính cho đến năm 2012 với phim Trouble with the Curve.

## Nội dung
Đặc vụ FBI Frank Horrigan và đồng sự trẻ tuổi Al D'Andrea cùng là cớm chìm điều tra một nhóm tội phạm làm tiền giả nhưng Al bị chúng nghi ngờ và phát hiện.Tên cầm đầu yêu cầu Frank bắn Al để chứng minh anh cũng không phải cảnh sát, Frank đã bóp cò nhưng súng không có đạn, bọn tội phạm tin Frank và bị anh bắt ngay sau đó. Về sau, Frank có trả lời Al rằng anh dựa vào sức nặng của súng để phán đoán có đạn hay không nhưng cũng có thể còn 1 viên sót lại. Al sau đó đã bị ám ảnh và muốn bỏ nghề.
Nhận được khiếu nại từ một bà chủ nhà trọ về một người thuê vắng mặt, Frank phát hiện ra một âm mưu ám sát tổng thống, nhưng khi quay trở lại căn phòng để tiếp tục điều tra thì chỉ còn lại một tấm hình, chụp đoàn xe hộ tống thống Kennendy trong sự kiện ông bị ám sát năm 1963. Trong bức hình đó, Frank chính là người đứng gần tổng thống nhất. Sau đó Frank nhận được điện thoại của 1 kẻ tự nhận là Booth, nói rằng hắn sẽ giết tổng thống đương nhiệm, và muốn đối đầu với Frank vì anh là người cuối cùng trong vụ Kennendy bị ám sát còn làm việc. Booth biết mọi thứ về Frank, về sự ám ảnh khi đã phản ứng chậm trong vụ việc dẫn đến việc nghiện rượu và tan vỡ gia đình của anh. Nhận thức rõ sự nguy hiểm của Booth, Frank quyết định quay trở lại tham gia công tác bảo vệ tổng thống một lần nữa. Trong quá trình làm việc, anh đã yêu mật vụ Lilly Raines.
Booth tiếp tục liên lạc với Frank dù biết bị nghe trộm, theo dõi đường dây và coi đó như một phần "trò chơi", hắn chế giễu thất bại của Frank và hỏi anh có dám lĩnh đạn thay tổng thống hay không. Booth thay đổi mã điện đàm làm các nhân viên kỹ thuật không tìm được địa chỉ đầu dây, nhưng trong một cuộc điện bằng điện thoại công cộng, các đặc vụ đã phát hiện ra Booth đang ở ngay gần trụ sở cơ quan điều tra. Cuộc truy bắt Booth sau đó không thành công nhưng cảnh sát đã có dấu vân tay của hắn, tuy nhiên khi tra trong kho dữ liệu thì dấu vân tay đó được xếp vào loại tuyệt mật nên FBI đã không nhận được thông tin gì.
Trong một chiến dịch vận động tranh cử tại Chicago, Booth chọc những quả bong bóng làm Frank gây ra báo động hụt, cho rằng Frank quá rắc rối, các cấp trên đình chỉ công tác bảo vệ tổng thống của anh, nhưng Frank vẫn tiếp tục điều tra về Booth. Trong khi đó, Booth đã thực hiện từng bước kế hoạch tiếp cận tổng thống bằng cách ủng hộ một số tiền lớn vào chiến dịch tranh cử, trong quá trình đó hắn đã giết một nhân viên ngân hàng và bạn cùng phòng với cô. Sau đó Frank và Al điều tra ra danh tính của Booth, hắn là Leary, một cựu CIA cho rằng chính phủ đã phản bội hắn trong đợt cắt giảm nhân sự. Nắm được quá khứ của Leary, Frank đối thoại, tìm điểm yếu của hắn và FBI đã phát hiện ra địa chỉ đầu dây. Trong cuộc truy bắt Leary, Frank được Leary cứu sống và đã có cơ hội giết hắn nhưng lưỡng lự vì anh cũng sẽ chết trong tình huống đó, sau đó Leary giết Al, người mới trước đó định nghỉ việc nhưng Frank đã thuyết phục anh ta tiếp tục công việc.
Leary tạo danh tính giả và đã có được vị trí thuận lợi trong một bữa tiệc có sự xuất hiện của tổng thống tại California. Frank tham gia công tác chuẩn bị an ninh cho buổi tiệc đó và gây rắc rối, anh bị điều chuyển sang làm việc tại một địa điểm khác, nhưng linh tính mách bảo Frank nên anh tiếp tục điều tra và phát hiện ra manh mối từ ngân hàng Southwest. Từ đó anh tìm được danh tính giả của Leary, ngay khi phát hiện ra vị trí của Leary trong bữa tiệc, khi hắn đang chuẩn bị bắn tổng thống, Frank lao đến lĩnh thay tổng thống một viên đạn. Sau tiếng súng của Leary, bữa tiệc hỗn loạn và Fank bị hắn khống chế, đưa vào cầu thang máy. Leary định giết Frank rồi tự sát nhưng nhờ mưu trí, Frank ra hiệu cho các tay súng bắn tỉa để hạ gục Leary, sau đó Frank có thể cứu Leary nhưng hắn đã khước từ ân huệ của Frank rồi chết. Frank trở thành anh hùng, anh nghỉ hưu và trở về nhà cùng Lilly Raines. Tại nhà, anh nhận được tin nhắn cuối cùng của Leary nói về những quan điểm, triết lý của hắn nhưng cũng như mọi cuộc đối thoại trước, Frank không hề quan tâm, anh cùng Lilly ra ngoài ngắm cảnh và cùng dựa vào nhau.

## Các diễn viên
- Clint Eastwood vai Đặc vụ Frank Horrigan, một nhân viên mật vụ vẫn còn bị ám ảnh bởi thất bại của mình để cứu John F. Kennedy và không muốn để sai lầm xảy ra lần nữa.
- John Malkovich vai Mitch Leary, một sát thủ tâm thần quyết tâm ám sát Tổng thống Hoa Kỳ.
- Rene Russo vai Lilly Raines, một nhân viên mật vụ và người yêu của Frank.
- Dylan McDermott vai Al D'Andrea, cộng sự của Frank.
- Gary Cole vai Bill Watts, cấp trên của Frank, cảnh giác với quá khứ của Frank.
- Fred Dalton Thompson vai Harry Sargent, Chỉ huy an ninh Nhà Trắng, người không tin tưởng khả năng của Frank.
- John Mahoney vai Giám đốc mật vụ Sam Campagna, đồng nghiệp của Frank và bạn bè trong cơ quan mật vụ.
- Gregory Alan Williams vai Matt Wilder.
- Jim Curley vai Tổng thống của Hoa Kỳ (tên mật danh là "Traveler"), mục tiêu của Leary.
- Sally Hughes là đệ nhất phu nhân của Hoa Kỳ
- Tobin Bell vai Mendoza, người giả danh, bắt giữ Frank trong cảnh mở màn của bộ phim.
- Clyde Kusatsu vai nhân viên FBI Jack Okura
- Steve Hytner vai nhân viên FBI Tony Carducci
- Patrika Darbo vai Pam Magnus
- John Heard vai Giáo sư Riger
- Joshua Malina vai mật vụ Chavez